# Marion Coakes
Marion Janice Coakes (nombre de casada Marion Janice Mould; New Milton, 7 de junio de 1947) es una jinete británica que compitió en la modalidad de salto ecuestre.
Participó en los Juegos Olímpicos de México 1968, obteniendo una medalla de plata en la prueba individual. Ganó dos medallas en el Campeonato Mundial de Saltos Ecuestres, oro en 1965 y plata en 1970.

## Palmarés internacional
| Juegos Olímpicos   | Juegos Olímpicos        | Juegos Olímpicos | Juegos Olímpicos |
| Año                | Lugar                   | Medalla          | Categoría        |
| ------------------ | ----------------------- | ---------------- | ---------------- |
| 1968               | México (México)         | Medalla de plata | Individual       |
| Campeonato Mundial |                         |                  |                  |
| Año                | Lugar                   | Medalla          | Categoría        |
| 1965               | Hickstead (Reino Unido) | Medalla de oro   | Individual       |
| 1970               | Copenhague (Dinamarca)  | Medalla de plata | Individual       |